# Jorge Battaglia
Jorge Battaglia (ur. 12 maja 1960 w Asunción) – były paragwajski piłkarz grający na pozycji bramkarza. Gracz brał udział w Mistrzostwach Świata w 1986 roku. 3-krotnie wraz z Olimpią sięgał po mistrzostwo Paragwaju (1993, 1995, 1997) oraz w roku 1990, także z Olimpią zdobył puchar Recopa Sudamericana.